# アダム・デヴリン
アダム・パトリック・デヴリン(Adam Patrick Devlin, 1969年10月17日 - )はイギリスのロックバンド、ザ・ブルートーンズのギタリスト。

## 人物・特徴
イギリスのミドルセックス州、ハウンズローの生まれ。バンド内では最年長のメンバー。デビュー当初は、12弦ギターなどを駆使したストーン・ローゼズのジョン・スクワイア風の繊細なプレイを持ち味としていたが、2003年発表の『ルクセンブルク』では、ガレージロック風の鋭く力強いプレイも披露している。
イギリスのテレビ司会者と交際したり、ブルートーンズの公式フォーラムに自ら頻繁に書き込みを行うなどの、意外な一面もある。サッカークラブのブレントフォードFCのサポーターである。